# Ben Burr-Kirven
Ben Burr-Kirven (Menlo Park, 8 settembre 1997) è un giocatore di football americano statunitense che milita nel ruolo di linebacker per i Seattle Seahawks della National Football League (NFL).

## Carriera

### Seattle Seahawks
Burr-Kirven fu scelto nel corso del quinto giro (142º assoluto) del Draft NFL 2019 dai Seattle Seahawks. Debuttò come professionista subentrando nella vittoria interna del primo turno sui Cincinnati Bengals mettendo a segno un tackle e forzando un fumble. La sua stagione da rookie si chiuse con 8 placcaggi disputando tutte le 16 partite, nessuna delle quali come titolare.
Il 10 marzo 2023 Burr-Kirven fu svincolato dai Seahawks. Rifirmò il 27 luglio 2023.